# Region Westpfalz
Die Planungsregion Westpfalz ist eine der fünf Planungsregionen in Rheinland-Pfalz, die mit der regionalen Raumplanung und Strukturpolitik betraut sind. Geographisch entspricht sie dem gleichnamigen westlichen Teil der Pfalz mit den Landkreisen Kaiserslautern, Kusel, Südwestpfalz und dem Donnersbergkreis, sowie den kreisfreien Städten Pirmasens, Kaiserslautern und Zweibrücken.
Der Verwaltungssitz ist in Neustadt an der Weinstraße bei der Struktur- und Genehmigungsdirektion Süd, die Geschäftsstelle befindet sich allerdings in Kaiserslautern. Es bestehen zudem enge Verflechtungen zur Metropolregion Rhein-Neckar, die u. a. aus der ehemaligen Planungsregion Rheinpfalz hervorgegangen ist.